# Ніалл Вільямс
Ніалл Вільямс (англ. Niall Williams; нар. 21 квітня 1988) — новозеландська регбістка, срібна призерка Олімпійських ігор 2016 року.

## Виступи на Олімпіадах
| Олімпіада           | Дисципліна | Місце |
| ------------------- | ---------- | ----- |
| Ріо-де-Жанейро 2016 | регбі-7    | 2     |

## Зовнішні посилання
- Ніалл Вільямс — олімпійська статистика на сайті Sports-Reference.com (англ.) (архівна версія)

1. ↑  https://www.allblacks.com/playerprofiles/niall-williams-2/